# Einsatzführungsstab des Bundesministeriums der Verteidigung
Der Einsatzführungsstab des Bundesministeriums der Verteidigung (EinsFüStab) war ein von 2008 bis 2012 bestehender, im Bundesministerium angesiedelter Führungsstab, der den Generalinspekteur der Bundeswehr bei der Wahrnehmung seiner einsatzbezogenen Aufgaben unterstützte.

## Geschichte
Der Stab wurde am 1. Juni 2008 aufgestellt und war zunächst am Bonner Dienstsitz des BMVg. Zum 1. September 2008 wurde der Umzug nach Berlin vollzogen. Geführt wurde der Einsatzführungsstab, der dem Generalinspekteur direkt unterstellt war, anfangs durch Generalmajor Erhard Bühler, der bis dahin Stabsabteilungsleiter „Einsatz Bundeswehr“ im Führungsstab der Streitkräfte (FüS V) war. Ihm standen ein militärischer Stellvertreter im Rang eines Brigadegenerals und ein ziviler Stellvertreter zur Seite.
Im Rahmen der Neuausrichtung der Bundeswehr wurde der Einsatzführungsstab im Dezember 2012 endgültig aufgelöst. Die strategischen Aufgaben des Stabes wurden nach der Umstrukturierung des BMVg bereits ab April 2012 überwiegend von der neu eingerichteten Abteilung Strategie und Einsatz (SE) wahrgenommen. Zudem wurde ein Teil der Aufgaben auf das Einsatzführungskommando der Bundeswehr übertragen.

## Auftrag
Im Einsatzführungsstab sollten alle einsatzbezogenen Aufgaben der zivilen und militärischen Bereiche des Bundesministeriums gebündelt werden. Er war dabei zuständig für die Planung, Vorbereitung, Führung und Nachbereitung der Einsätze auf ministerieller Ebene. Ziel dieser Aufgabenkonzentration war, verbesserte, schnellere und effektivere Informationen gegenüber der Leitung des BMVg sowie dem Parlament und dem Kabinett zu gewährleisten. Der Personalumfang des Bundesministeriums wurde durch diese Umstrukturierung nicht erhöht, da die 121 „Einsatz-Fachleute“ aller Bereiche und Abteilungen organisatorisch nur neu zusammengefasst wurden. Eine eventuelle Vergrößerung des Stabes auf bis zu 185 Dienstposten war zunächst vorgesehen.

## Gliederung
Der Einsatzführungsstab gliederte sich in die folgenden sieben Referate:
- EinFüStab 1 – Zentrale Angelegenheiten, Auswertung; Bereitschaftszentrum Bw; Stabsmeldezentrale; Lagetechnikzentrale
- EinFüStab 2 – Zivil-Militärische Zusammenarbeit Ausland, Katastrophenhilfe, Humanitäre Hilfe; Unterstützung in Rechtsfragen; Betreuung/Fürsorge, Personalangelegenheiten Einsätze; strategische Einsatzkonzepte; Schutz
- EinFüStab 3 – Logistik, Einsatzbedingter Sofortbedarf, IT-Unterstützung, Führungsunterstützung, MilNW, Sanitätsdienst, TerrWV und Infrastruktur im Einsatz; Mitwirkung Bundeswehrplan, Beiträge Haushalt und Finanzplan, Bewirtschafter
- EinFüStab 4 – Operationen Land
- EinFüStab 5 – Operationen Luft
- EinFüStab 6 – Operationen See
- EinFüStab 7 – Grundlagen und Operationen Spezialkräfte/spezialisierte Kräfte; nationale Krisenvorsorge

## Leitung

### Leiter des Einsatzführungsstabes
| Nr. | Name                         | Beginn der Berufung | Ende der Berufung |
| --- | ---------------------------- | ------------------- | ----------------- |
| 2   | Konteradmiral Andreas Krause | 27. August 2009     | Dezember 2012     |
| 1   | Generalmajor Erhard Bühler   | 1. Juni 2008        | 27. August 2009   |

### Militärischer Stellvertreter des Leiters des Einsatzführungsstabes
| Nr. | Name                           | Beginn der Berufung | Ende der Berufung |
| --- | ------------------------------ | ------------------- | ----------------- |
| 2   | – ? –                          | 1. August 2011      | Dezember 2012     |
| 1   | Brigadegeneral Dieter Warnecke | 1. Juni 2008        | 31. Juli 2011     |

### Ziviler Stellvertreter des Leiters des Einsatzführungsstabes
| Nr. | Name                             | Beginn der Berufung | Ende der Berufung |
| --- | -------------------------------- | ------------------- | ----------------- |
| 2   | Ministerialdirigent Ralf Schnurr | 18. Februar 2009    | Dezember 2012     |
| 1   | Ministerialdirigent Georg Stuke  | 1. Juni 2008        | 18. Februar 2009  |